# Uschi Digard
Uschi Digard, née le 15 août 1948, est une actrice suédoise de films érotiques.

## Filmographie partielle
- 1970 : Affair In The Air : Vespray
- 1970 : Dirty Pool : la déesse Soleil
- 1970 : Getting Into Heaven : Heaven
- 1970 : Cherry, Harry & Raquel! (en) de Russ Meyer : Soul
- 1975 : Supervixens de Russ Meyer : SuperSoul
- 1975 : Tueur d'élite (The Killer Elite) de Sam Peckinpah : une fille à la soirée
- 1976 : Fantasm de Richard Franklin : Super Girl
- 1976 : Ilsa, gardienne du harem de Don Edmonds (de) : Inga Lindström
- 1977 : Hamburger film sandwich de John Landis : La fille sous la douche
- 1979 : Ultra Vixens de Russ Meyer : SuperSoul